# 閩中郡
閩中郡是秦王政二十五年（前222年）秦国设置的一个郡。治所在东冶（今福建省福州市），辖境约当今福建省和浙江省宁海县及灵江、瓯江、飞云江流域。

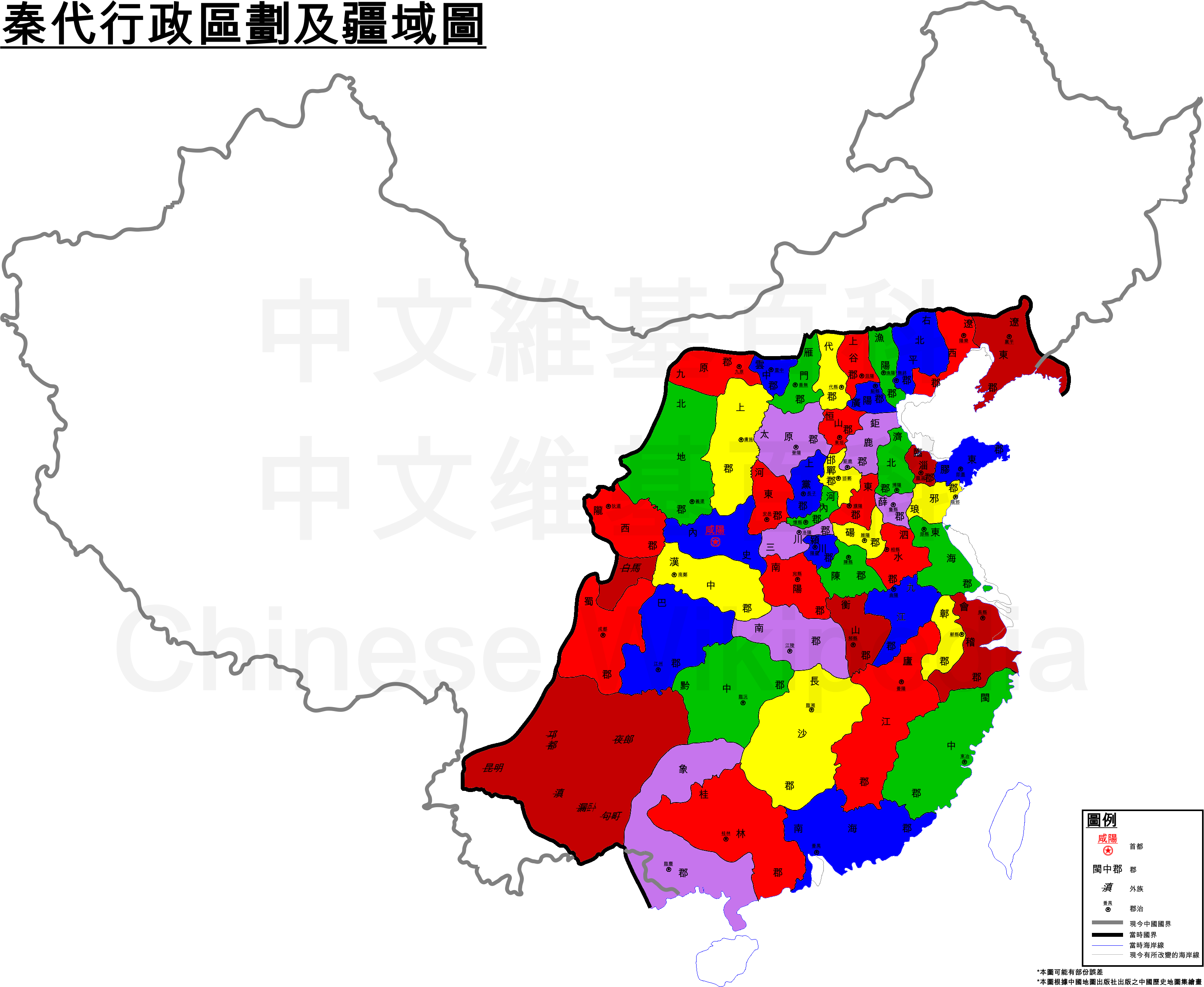
闽中郡

前222年—221年，秦国平定楚國的江南和越國舊地後，就進入了今浙江省南部和福建省，征服了當地的越人政權。秦朝廢越王無諸為君長，以其地屬閩中郡，但秦的控制點相當少，郡中幾乎沒有設縣。史書無記載閩中郡的廢除時間。

## 閩越复兴
閩中郡雖為秦王朝的四十郡之一， 建制卻不相同，秦並未派守尉令長到閩中來， 只是廢去閩越王的王位，改用「 君長 」的名號讓其繼續統治該地。因此，秦只是名義上建立了閩中郡，實際上並未在閩中實施統治。無諸北上助漢擊楚有功，前202年漢高祖封無諸為閩越王，封國閩越國，閩中郡的建置不再出現。